# دوغا روتكاي
دوغا روتكاي (بالتركية: Doğa Rutkay)‏ هي ممثلة أفلام وتلفزيون ومسرح تركية ولدت في يوم 30 أكتوبر 1978 في أنقرة، مثلت في العديد من الأفلام والمسلسلات.

## روابط خارجية
- دوغا روتكاي على موقع IMDb (الإنجليزية)
- دوغا روتكاي على موقع قاعدة بيانات الفيلم (الإنجليزية)